# Johann Jacob Grümbke
Johann Jacob Grümbke (* 6. September 1771 in Bergen; † 23. März 1849 ebenda) war ein deutscher Historiker und Geograph. Er erforschte umfassend die Geschichte und Landeskunde Rügens und war damit Begründer der rügenschen Heimatforschung.

## Leben

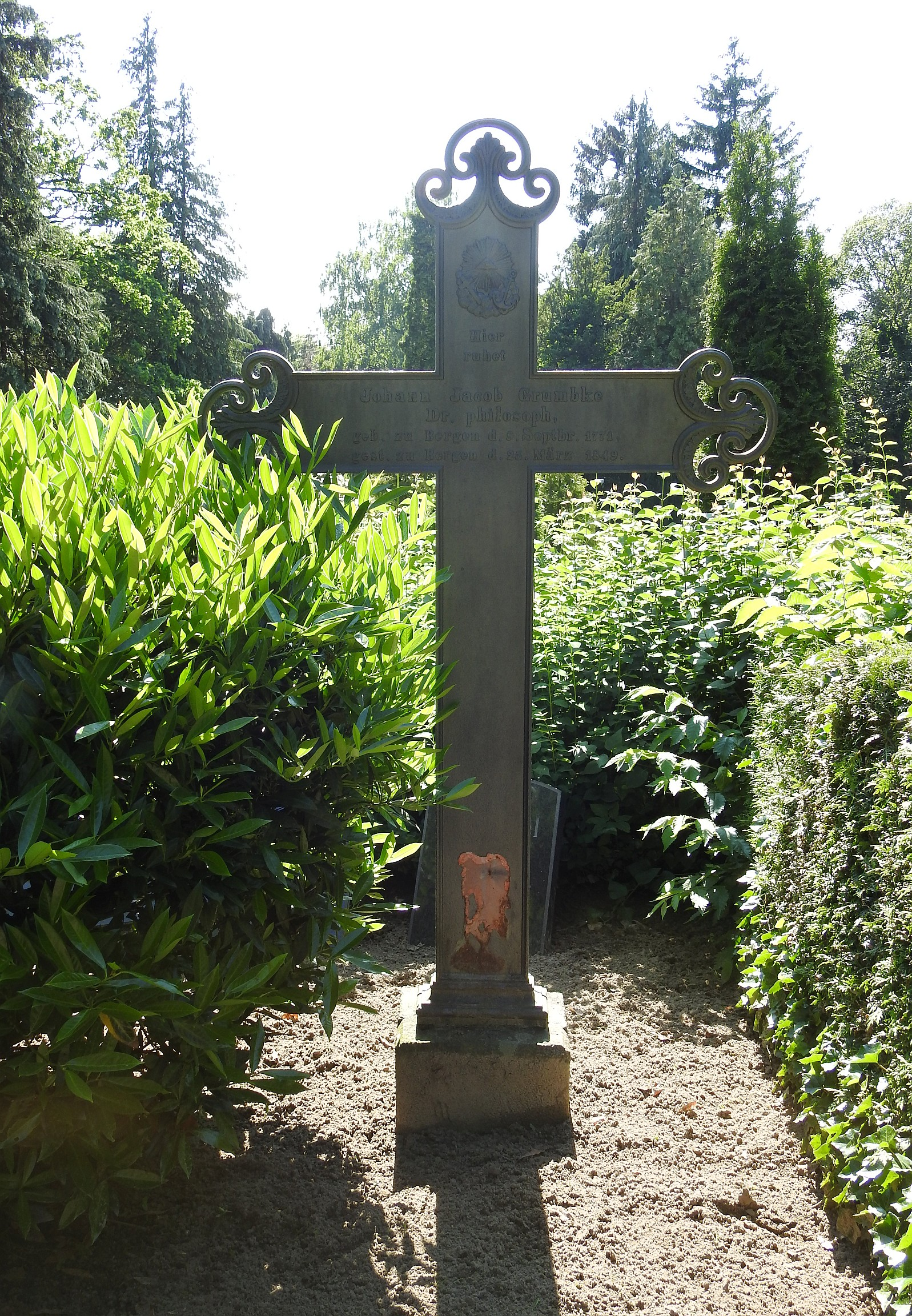
Grümbkes Grab auf dem Alten Friedhof in Bergen

Johann Jacob Grümbke wurde 1771 als Sohn des Arztes und Landphysikus Christian Stanislaus Grümbke (1740–1773) geboren. Er verlor jedoch schon als Einjähriger seine Eltern und wuchs fortan bei den Großeltern in Greifswald auf.
Nach dem Schulabschluss besuchte Grümbke ab 1783 das Sundische Gymnasium in Stralsund, wo er eine enge Freundschaft mit Ernst Moritz Arndt entwickelte. Von 1790 bis 1795 studierte Grümbke Rechtswissenschaft in Göttingen, Erlangen und Greifswald. Rechtes Gefallen konnte er aber weder an Studium noch Professoren finden.

„Väter, wollt ihr daher eure Söhne zu geschickten Leuten bilden, oh, so rat ich, schickt sie nicht auf Universitäten und bestimmt ihr sie dem Staate durch Gelehrsamkeit zu nützen, oh, so höret meine Bitte: laßt sie nicht Professor werden.“

Nach dem Studium ließ sich Grümbke wieder in Bergen nieder und widmete sich ganz der Heimatforschung. In Patzig nahm er zwar 1800 eine Anstellung als Hauslehrer an, diese beendete er jedoch schon 1804 und übte danach keinen Beruf mehr aus – die Erbschaft von Eltern und Großeltern reichte ihm aus, wohl auch, weil er unverheiratet blieb. Seine letzten drei Lebensjahrzehnte wohnte er am Markt von Bergen bei der Apothekerfamilie Biel, deren Fachwerkhaus, zwischen Post und Ratskeller, erst 1966 dem Neubau der heutigen Rugard-Apotheke weichen musste.
Johann Jacob Grümbke starb 1849 in seiner Heimatstadt Bergen, sein Grab befindet sich dort auf dem Alten Friedhof an der Billrothstraße.

## Bedeutung als Heimatforscher

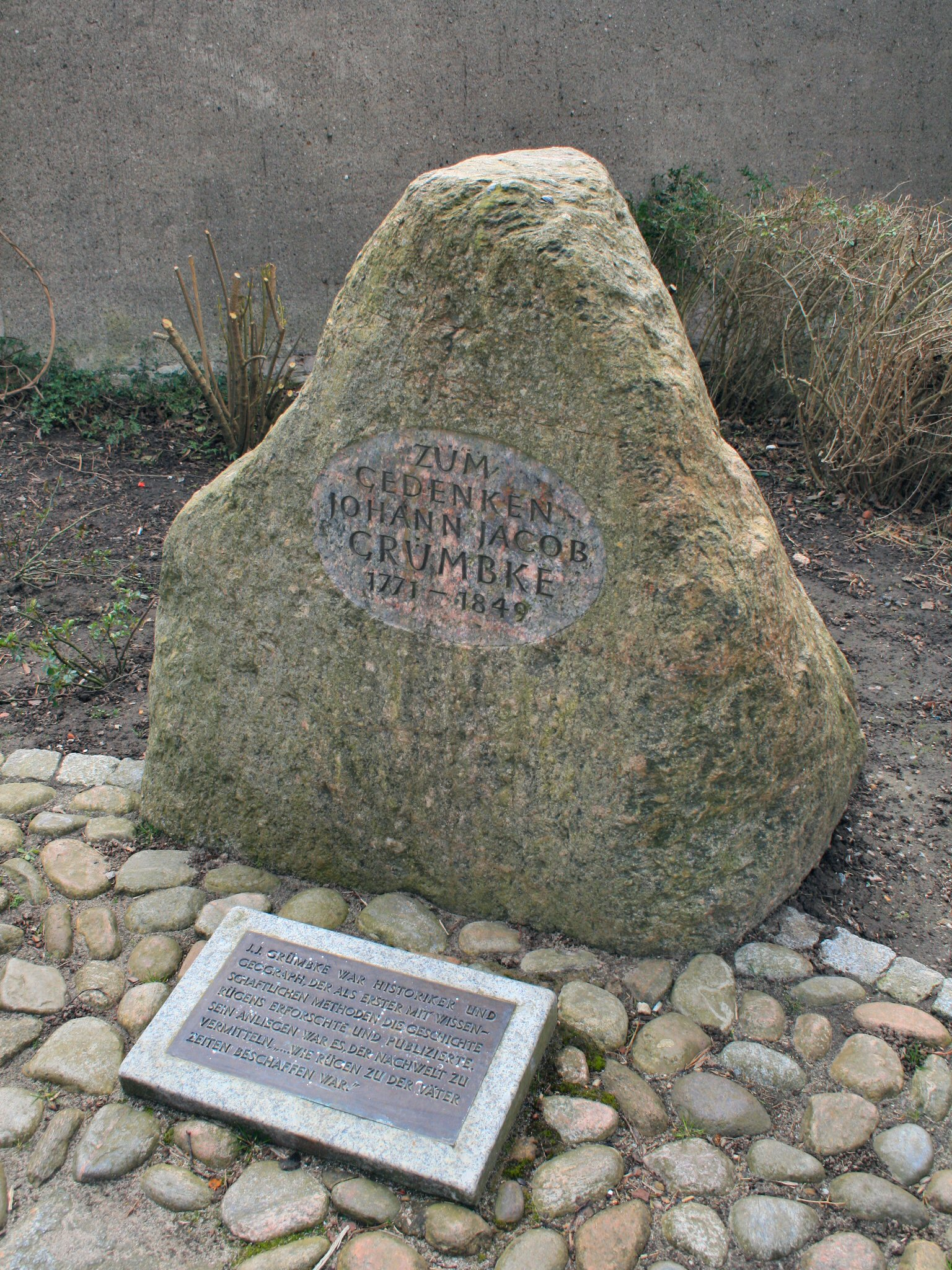
Gedenkstein für Grümbke in seiner Heimatstadt Bergen auf Rügen

Schon vor Beginn seines Studiums führte Grümbke erste Forschungen durch: Das 60-seitige handschriftliche Manuskript der Geographisch-statistischen Übersicht von Schwedisch-Pommern und Rügen mit ausführlichem Literaturverzeichnis zeugt von seiner frühen Beschäftigung mit der Naturgeschichte Rügens.
Nach seiner Rückkehr nach Rügen arbeitete Grümbke als Historiker und Geograf zugleich und „keine Erhebung, kein Busch, kein Hünengrab blieben von ihm unbeschrieben“. Diese Genauigkeit unterschied seine Werke von denen der Reiseschriftsteller, die nur auf Besuchs- oder Durchreise waren. Seine Bücher illustrierte er selbst mit Zeichnungen und Aquarellen und berichtete detailliert über die Natur und Landschaft, Geschichte und Gegenwart sowie Sitten und Bräuche der Region.
Grümbkes erste bedeutende Veröffentlichung datiert auf das Jahr 1805, damals noch unter dem Pseudonym Indigena, ein lateinisches Wort mit der Bedeutung „der Eingeborene“ oder „der Einheimische“. Die Streifzüge durch das Rügenland werden als „Reiseklassiker des 19. Jahrhunderts“ bewertet. Grümbke beschreibt in der für seine Zeit üblichen Briefform seine Wanderungen über die Insel Rügen (12 Briefe mit Datum vom 26. Juli 1803 bis zum 7. Oktober 1803). Er reagierte damit direkt auf die aus seiner Sicht ungenauen und zum Teil fehlerhaften Reisebeschreibungen einiger seiner ortsunkundigen Vorautoren. Diese waren insbesondere:
- Johann Friedrich Zöllner (1753–1804), ein Berliner Gelehrter, u. a. Lehrer Alexander von Humboldts, „Reise durch Pommern nach der Insel Rügen und einem Theile des Herzogthums Mecklenburg im Jahre 1795“, erschienen 1797
- Johann Carl Friedrich Rellstab (1759–1813), ein Berliner Musikalienhändler und -verleger, „Ausflucht nach der Insel Rügen durch Meklenburg und Pommern“, erschienen 1797
- Karl Nernst (1775–1815), ein Schüler Ludwig Gotthard Kosegartens, „Wanderungen durch Rügen“, erschienen 1800

Speziell zu Rellstab bemerkte er:

„Der Mann hat gleichsam nur im Durchfluge gesehen, obenhin bemerkt, und daher ist sein Urteil einseitig, oft unwahr, und nicht minder sind viele seiner Angaben und Ansichten unzulänglich, auch enthält seine ganze Beschreibung von Rügen nur 16 Blätter und eine Seite. … Man kann Herrn Rellstab überhaupt nachreden, dass er höchstens vier bis fünf Tage auf der Insel zugebracht habe, und wie wenig konnte er da sehen, hören und lernen!“

Bekanntheit erlangte Grümbke durch sein 1819 veröffentlichtes Werk Neue und genaue geographisch-statistisch-historische Darstellungen von der Insel und dem Fürstenthume Rügen. Es bildet noch heute die Grundlage aller Forschungen und Beschreibungen der Insel.
Grümbkes Forschung richtet sich später auf alte Urkunden und die Genealogie, hier speziell auf das handschriftliche Material zu den rügenschen Adelsgeschlechtern, sowie auf die niederdeutsche Sprache in Form von Beiträgen zu Johann Gottfried Ludwig Kosegartens Wörterbuch der niederdeutschen Sprache.
1830 wurde sein Wirken durch die Verleihung der Ehrendoktorwürde durch die Philosophische Fakultät der Universität Greifswald anerkannt. Ein in den 1990er Jahren errichteter Grümbke-Turm auf dem Hoch Hilgor (43,8 m ü. NN) bei Grubnow auf der Halbinsel Lebbin auf Rügen wurde nach ihm benannt.

## Werke
- 1805:  Streifzüge durch das Rügenland. In Briefen von Indigena. Hammerich, Altona 1805 (Google Books).
- 1819: Neue und genaue geographisch-statistisch-historische Darstellungen von der Insel und dem Fürstenthume Rügen
- 1833: Gesammelte Nachrichten zur Geschichte des ehemaligen Cisterzienser Nonnenklosters Sct. Maria in Bergen auf der Insel Rügen

Den darüber hinausgehenden umfangreichen handschriftlichen Nachlass Johann Jacob Grümbkes bewahrt das Archiv der Bergener Evangelischen Kirchengemeinde auf.